# جورج آیدا
جورج آیدا (انگلیسی: George Iida؛ زادهٔ ۱ مارس ۱۹۵۹) کارگردان فیلم، فیلم‌نامه‌نویس، و مانگاکا اهل ژاپن است. وی از سال ۱۹۸۰ میلادی تاکنون مشغول فعالیت بوده‌است.